# 布雷克斯堡 (愛荷華州)
布雷克斯堡（英語：Blakesburg）是一個位於美國愛荷華州瓦佩洛縣的城市。

## 地理
布雷克斯堡的座標為40°57′46″N 92°38′10″W / 40.96278°N 92.63611°W，而該地的平均海拔高度為278米（即912英尺）。

## 人口
根據2010年美國人口普查的數據，布雷克斯堡的面積為0.70平方千米，當中陸地面積為0.70平方千米，而水域面積為0.00平方千米。當地共有人口296人，而人口密度為每平方千米422人。